# Tony Wroten
Tony LeonDre Wroten, Jr. (Renton, Washington, 13 de abril de 1993) es un jugador de baloncesto estadounidense que forma parte del plantel de Urupan de la Liga Uruguaya de Básquetbol. Con 1,98 metros de estatura, juega en las posiciones de escolta y base.

## Trayectoria deportiva

### Universidad
Jugó durante una única temporada con los Huskies de la Universidad de Washington, en la que promedió 16,0 puntos, 5,0 rebotes y 3,7 asistencias por partido. Fue elegido en el mejor quinteto de la Pacific-12 Conference, convirtiéndose en el primer Huskie en lograrlo siendo freshman.
Al término de la temporada decidió declararse elegible para el Draft de la NBA, renunciando a tres años más de carrera universitaria.

#### Estadísticas
| Año     | Equipo     | PJ | PT | MPP  | %TC  | %3P  | %TL  | RPP | APP | ROB | TPP | PPP  |
| ------- | ---------- | -- | -- | ---- | ---- | ---- | ---- | --- | --- | --- | --- | ---- |
| 2011–12 | Washington | 35 | 35 | 30.3 | .443 | .161 | .583 | 5.0 | 3.7 | 1.9 | .4  | 16.0 |

### Profesional
Fue elegido en la vigésimo quinta posición del Draft de la NBA de 2012 por Memphis Grizzlies, con los que debutó el 7 de noviembre ante Milwaukee Bucks.
Después de una temporada en Memphis, el 22 de agosto de 2013, fue traspasado a los Philadelphia 76ers a cambio de una futura selección de segunda ronda del draft.
Tras tres años en Fildelfia, El 1 de diciembre de 2016, firma con los Texas Legends de la G League.
En Tejas jugó una temporada antes de ser elegido por los Rio Grande Valley Vipers, el 21 de octubre de 2017, en el Draft de la NBA G League de 2017. El 21 de marzo de 2018, fue cortado por los Vipers.
El 28 de diciembre de 2018, firma con el Kalev/Cramo de Estonia que participa en la Latvian-Estonian Basketball League (LEBL) y la VTB United League.
En agosto de 2019 firma con el Anwil Włocławek polaco con el que promedia 18,6 puntos y 4 asistencias por partido en la Liga de Campeones de baloncesto. 
En enero de 2020 firma con Club Joventut Badalona de la Liga ACB. En abril se anunció que dejaba el equipo.
El 25 de febrero de 2021, firma por el ÉB Pau-Orthez de la Pro A, la primera categoría del baloncesto francés.
El 16 de enero se anunció su incorporación al club egipcio Zamalek como refuerzo para disputar la Copa Intercontinental FIBA 2022, sin embargo finalmente no integró el equipo que participó del torneo. 
El 8 de febrero de 2022, firma por el Iraklis BC de la A1 Ethniki, la primera categoría griega. Aunque, debido a las lesiones, solo pudo disputar 3 encuentros con el equipo griego.
El 18 de septiembre de 2024 firma con el Urupan de la Liga Uruguaya de Básquetbol.

## Selección nacional
Wroten representó a su país en el Campeonato Mundial de Baloncesto Sub-17 de 2010, donde los estadounidenses se consagraron campeones del torneo. 

## Estadísticas

### Temporada regular
| Año     | Equipo       | PJ  | PT | MPP  | %TC  | %3P  | %TL  | RPP | APP | ROB | TPP | PPP  |
| ------- | ------------ | --- | -- | ---- | ---- | ---- | ---- | --- | --- | --- | --- | ---- |
| 2012-13 | Memphis      | 35  | 0  | 7.8  | .384 | .250 | .724 | .8  | 1.2 | .2  | .1  | 2.6  |
| 2013-14 | Philadelphia | 72  | 16 | 24.5 | .427 | .213 | .641 | 3.2 | 3.0 | 1.1 | .2  | 13.0 |
| 2014-15 | Philadelphia | 30  | 15 | 29.8 | .403 | .261 | .667 | 2.9 | 5.2 | 1.6 | .3  | 16.9 |
| 2015-16 | Philadelphia | 8   | 3  | 18.0 | .338 | .176 | .541 | 2.6 | 2.5 | .4  | .0  | 8.4  |
| Total   | Total        | 137 | 31 | 21.4 | .416 | .234 | .654 | 2.5 | 3.0 | 1.0 | .2  | 11.2 |

### Playoffs
| Año   | Equipo  | PJ | PT | MPP | %TC  | %3P  | %TL   | RPP | APP | ROB | TPP | PPP |
| ----- | ------- | -- | -- | --- | ---- | ---- | ----- | --- | --- | --- | --- | --- |
| 2013  | Memphis | 6  | 0  | 2.8 | .182 | .000 | 1.000 | .7  | .3  | .2  | .0  | 1.3 |
| Total | Total   | 6  | 0  | 2.8 | .182 | .000 | 1.000 | .7  | .3  | .2  | .0  | 1.3 |

## Vida personal
Tony nació en Renton pero asistió al instituto en Seattle (Washington), y es primo del también jugador profesional, Nate Robinson.